# Portschinskia loewii
Portschinskia loewii är en tvåvingeart som först beskrevs av Johann Andreas Schnabl 1877.  Portschinskia loewii ingår i släktet Portschinskia och familjen styngflugor. Inga underarter finns listade i Catalogue of Life.